# NemID

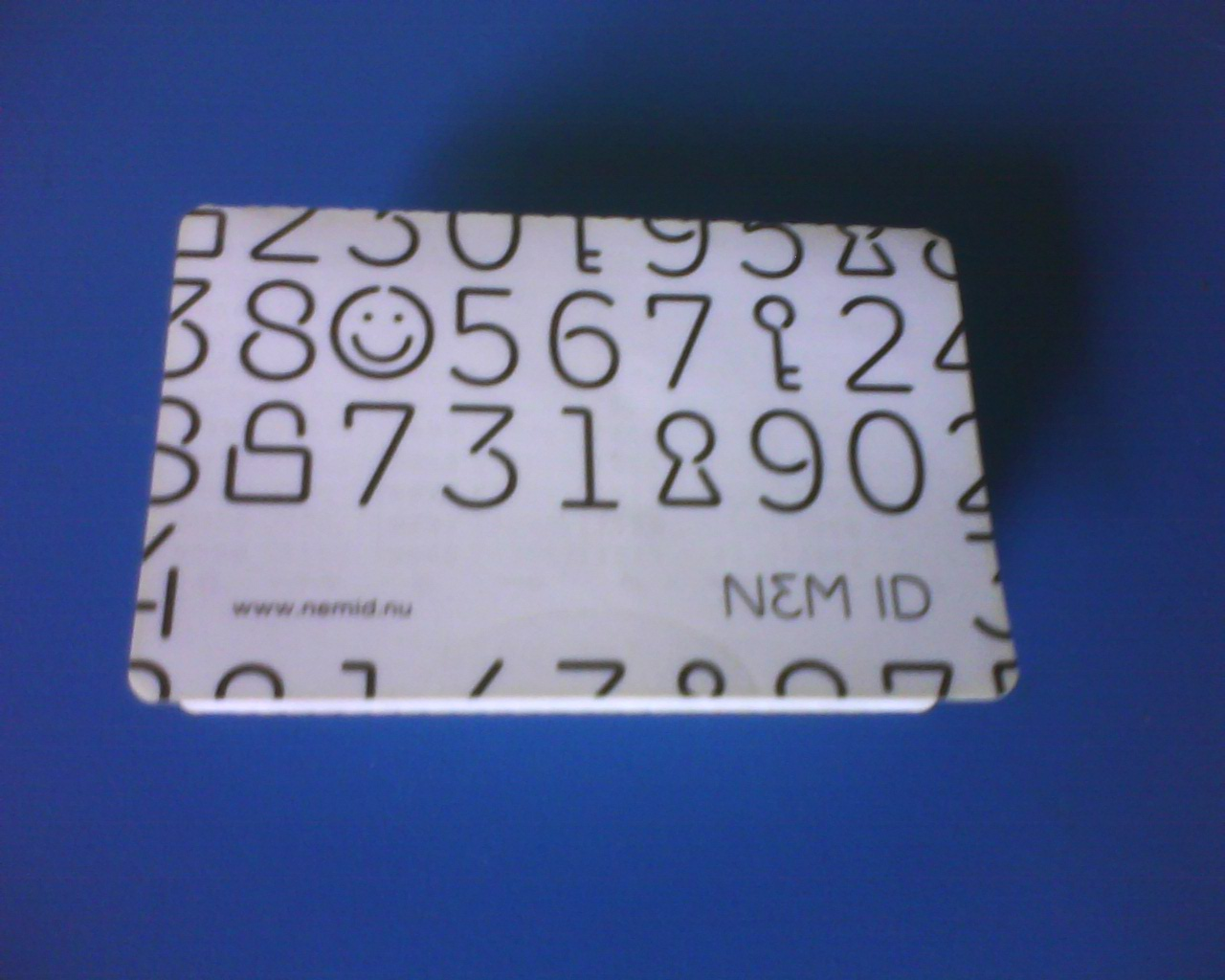
Une carte NemID, reçue par voie postale, qui contient des codes à usage unique pour la double authentification.

NemID est un dispositif numérique danois permettant de s'identifier et s'authentifier sur l'ensemble des sites web des services numériques de l'administration, des banques et de certaines entreprises privées. Il a été mis en place le 1er juillet 2010 et est exploité par la société DanID A/S. La solution a été développée grâce à la collaboration entre l'État à travers l'Agence nationale pour l'informatique et les télécommunications (en), les municipalités, les régions, le secteur financier et un entrepreneur privé. Conçu en 37 mois, le service s'est vu attribuer un budget de 113 millions d'euros pour la période 2010-2015. 
Toute personne au Danemark âgée de plus de 15 ans et possédant un numéro CPR (en) peut bénéficier de la totalité des services de NemID. Toute personne âgée de plus de 13 ans peut utiliser une NemID pour ses opérations bancaires sur Internet. Chaque utilisateur reçoit un numéro d'identification unique en guise de nom d'utilisateur, tout en pouvant utiliser son numéro CPR ou un nom d'utilisateur personnalisé à la place. En plus du nom d'utilisateur et du mot de passe, le dispositif demande à l'utilisateur de saisir un des codes uniques pour la double authentification, qu'il peut trouver sur une carte spécifique reçue par la voie postale, pour s'authentifier.
Dès 2014, 74 % des résidents danois utilisent ce système de signature numérique. Au total, 4,5 millions d'utilisateurs et 1,2 million d'entreprises disposent d'un NemID en 2016, pour un total de 3 milliards opérations ou actions réalisées à l'aide du service. En 2017, 80 % des échanges entre les utilisateurs et l'administration sont réalisés numériquement, à la suite de la stratégie danoise impliquant de réduire la bureaucratie en automatisant les procédures.
En 2013, NemID est indisponible pendant 7 heures à la suite d'une attaque par déni de service organisée par trois hommes, condamnés plusieurs années plus tard, le 21 avril 2016,,.
Le service est voué à être remplacé par MitID en 2022 après une phase transitionnelle de 9 mois. L'identification n'utilisera plus de carte physique avec des codes de connexion uniques. La nouvelle solution devrait être plus flexible et sécurisée pour répondre aux besoins numériques du pays, selon l'Agence pour la numérisation.